# 大久保駅 (兵庫県)
大久保駅（おおくぼえき）は、兵庫県明石市大久保町大久保町にある、西日本旅客鉄道（JR西日本）山陽本線の駅である。駅番号はJR-A75。「JR神戸線」の愛称区間に含まれている。
中央本線（中央・総武緩行線）の大久保駅あるいは奥羽本線の大久保駅と区別するため、当駅発着の切符には「（陽）大久保」と印字される。

## 歴史
- 1888年（明治21年）12月23日：山陽鉄道の明石駅 - 姫路駅間の開通と同時に開業[1][3]。旅客・貨物の取り扱いを開始[3]。
- 1902年（明治35年）12月13日：公衆電報の取り扱いを開始。（官報1902年12月13日号より）
- 1906年（明治39年）12月1日：山陽鉄道の国有化[3]により、官設鉄道（国鉄）の駅となる。
- 1909年（明治42年）10月12日：線路名称制定。山陽本線の所属となる。
- 1938年（昭和13年）：駅舎改築[1]。
- 1972年（昭和47年）10月1日：貨物の取り扱いを廃止[3]。
- 1985年（昭和60年）3月14日：荷物扱い廃止[3]。
- 1987年（昭和62年）4月1日：国鉄分割民営化により、西日本旅客鉄道（JR西日本）の駅となる[3]。
- 1988年（昭和63年）3月13日：路線愛称の制定により、「JR神戸線」の愛称を使用開始。
- 1995年（平成7年）
  - 1月17日：阪神・淡路大震災により、営業休止。
  - 1月18日：西明石駅 - 姫路駅間の復旧により、営業再開。
- 1996年（平成8年）8月8日：現在の橋上駅舎に改築[2]。エレベーター、エスカレーター設置[2]。電光掲示板導入。2面3線を2面4線に拡張。
- 1997年（平成9年）
  - 3月8日：JR神戸線標準接近メロディ「さざなみ」導入[6]。
  - 10月23日：マイカル明石（現在のイオン明石ショッピングセンター）が駅南側に開業。駅コンコースと新たに建設したペデストリアンデッキで直結。
- 1998年（平成10年）
  - 1月31日：自動改札機を設置し、供用開始[7]。
  - 10月3日：当駅発着列車の運転を開始。
- 2003年（平成15年）11月1日：ICカード「ICOCA」の利用が可能となる。
- 2006年（平成18年）10月1日：JR京都・神戸線運行管理システム導入。
- 2007年（平成19年）3月18日：駅自動放送を更新。
- 2015年（平成27年）3月12日：入線警告音の見直しに伴い、接近メロディをJR神戸線標準接近メロディ「さざなみ」の音質見直し版に再び変更する[8]。
- 2018年（平成30年）3月17日：駅ナンバリングが導入される[9]。
- 2021年（令和3年）3月15日：特急「らくラクはりま」の停車駅になる[10]。
- 2023年（令和5年）
  - 6月17日：みどりの券売機プラスを導入[5]。
  - 6月30日：みどりの窓口の営業を終了[5]。

## 駅構造
12両編成対応の島式ホーム2面4線を持つ橋上駅である。
1番のりばが上り待避線、2番のりばが上り本線、3番のりばが中線、4番のりばが下り本線となっている。主に2番のりばと4番のりばが使われる。また、4番のりばの南側には、ホームのない下り待避線（5番線）が1本ある。1996年の橋上駅舎化以前は2面3線であり、これに下り待避線を加えた構造で、現在の1番のりばが存在しなかった。当時は1・3番のりばが本線、2番のりばが待避線であった。

### のりば
| のりば | 路線     | 方向 | 行先             | 備考          |
| ------ | -------- | ---- | ---------------- | ------------- |
| 1・2   | JR神戸線 | 上り | 三ノ宮・大阪方面 | 一部3番のりば |
| 3・4   | JR神戸線 | 下り | 加古川・姫路方面 |               |

- 上表の路線名は旅客案内上の名称（愛称）で表記している。

三ノ宮・大阪方面への上りで朝7・8時台に新快速の通過待ちをする列車と、土日祝ダイヤ夜間にスーパーはくとを待避する列車、網干訓練の返却回送列車の一部は1番のりばを使用する。平日では、6時台の当駅始発の大阪方面行き普通電車が3番のりばを使用するほか、加古川・姫路方面下りで朝9時台に新快速の通過待ちをする列車も、3番のりばを使用する。なお、3番のりばは、和田岬線の車両が西明石駅の車庫に入る時や、土休日には線路保守を兼ねて僅かな通過待避のない下り快速列車（705M）にも使われる。また、東隣の西明石駅の列車線ホームでは折り返しができないため、人身事故・各種トラブル等によりダイヤが大幅に乱れている場合は、当駅折り返しの新快速・快速が設定されたり、姫路方面の新快速が臨時停車することがある。なお、姫路方面からの上り列車が3番のりばに入線することはまれである。
5番線には12時台と夕夜間に貨物列車が停車する。

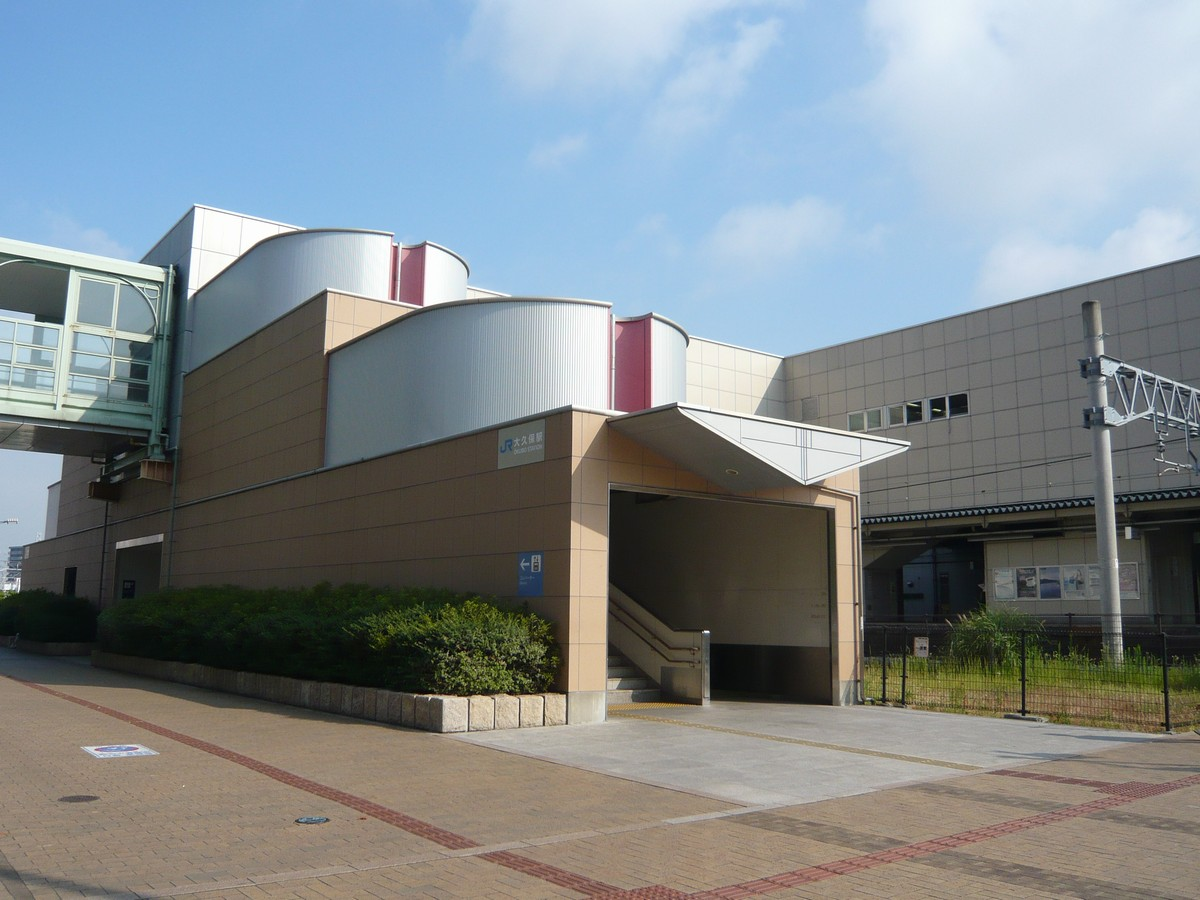
南口（2007年8月）
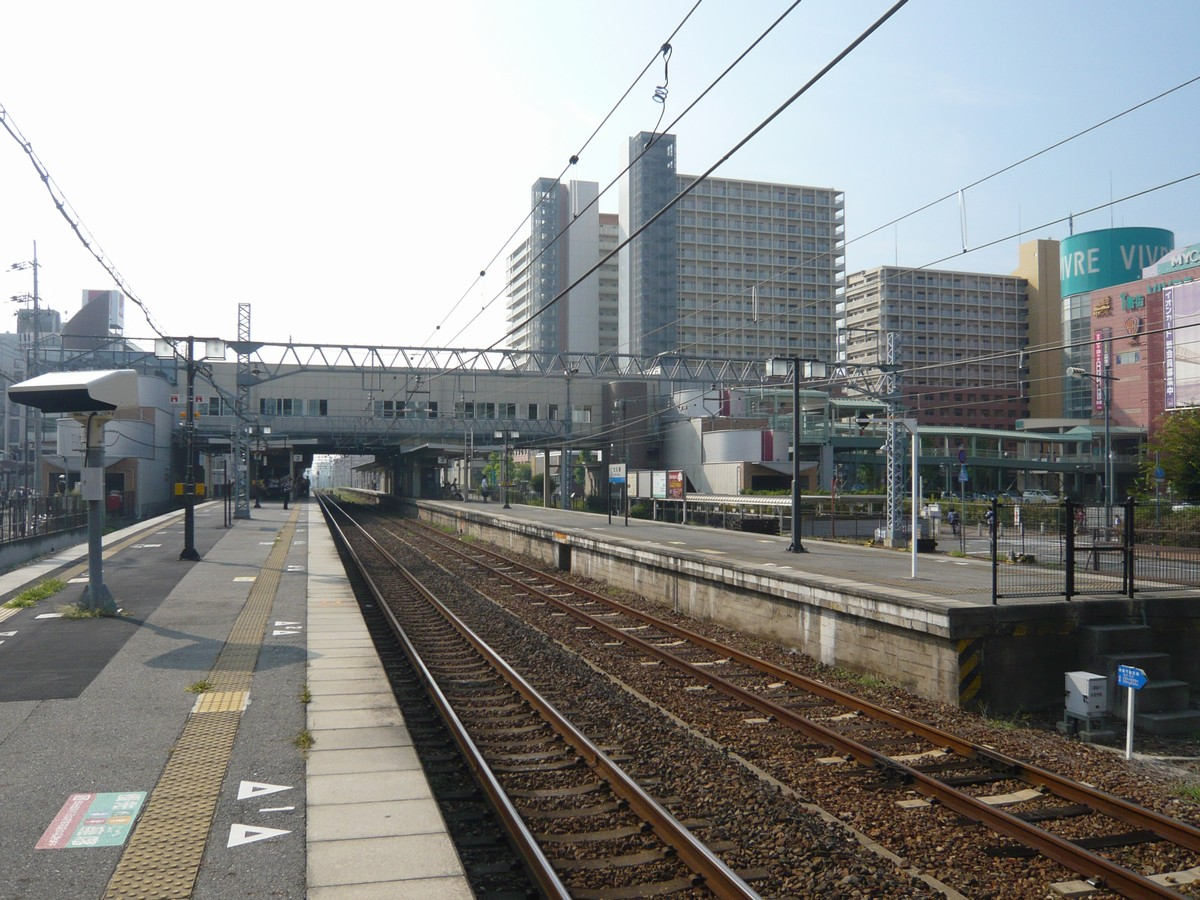
ホーム（2007年8月）

### 駅舎・設備
開業当初は地上駅だったが、1996年8月8日に橋上駅舎に改築された。橋上駅舎化に合わせてホームと改札口の間および改札口と南北駅前広場間にエレベーターおよびエスカレーターが設置された。南口はイオン明石ショッピングセンター1番街VIERA大久保に直結している。また、VIERA大久保を通ることにより、イオン明石ショッピングセンター1番街VIVREに行くことができる。
アーバンネットワークエリアに属しており、ICOCAおよび提携ICカードが利用できる。2023/12/1～？より西明石統括駅が発足し、引き続き西明石駅が当駅を管理している。
旧駅舎の西側跨線橋に使われていた橋脚の一部をホームの時刻表掲示板の支柱として再利用している。

### ダイヤ
日中時間帯は1時間に4本が停車する。朝時間帯は本数が多くなり、三ノ宮・大阪方面で終点まで各駅停車の普通が設定されている。また、平日朝に1本、当駅始発大阪方面行きの各駅停車が設定されている（西明石駅 → 当駅間は回送）。2021年3月13日から、特急「らくラクはりま」が停車する。
ダイヤが乱れた場合、本来停車しない新快速の運転が当駅で打ち切られることがあったり、当駅から姫路方面で運転見合わせになることがある。新快速の運転打ち切りの場合、さらに後続の新快速も臨時停車する場合がある。

## 利用状況
「兵庫県統計書」、「データで見るJR西日本」によると、2023年（令和5年）度の1日平均乗車人員は18,767人である。
これはJR西日本の駅の中で第49位であった。
近年の1日平均乗車人員は以下の通りである。
| 年度   | 1日平均 乗車人員 |
| ------ | ---------------- |
| 1995年 | 13,655           |
| 1996年 | 14,132           |
| 1997年 | 16,209           |
| 1998年 | 17,497           |
| 1999年 | 17,877           |
| 2000年 | 17,922           |
| 2001年 | 17,710           |
| 2002年 | 17,449           |
| 2003年 | 17,337           |
| 2004年 | 17,587           |
| 2005年 | 17,736           |
| 2006年 | 17,955           |
| 2007年 | 18,257           |
| 2008年 | 18,600           |
| 2009年 | 18,245           |
| 2010年 | 18,165           |
| 2011年 | 18,418           |
| 2012年 | 18,590           |
| 2013年 | 19,083           |
| 2014年 | 18,739           |
| 2015年 | 19,448           |
| 2016年 | 19,625           |
| 2017年 | 19,865           |
| 2018年 | 19,971           |
| 2019年 | 20,001           |
| 2020年 | 16,368           |
| 2021年 | 16,648           |
| 2022年 | 17,846           |
| 2023年 | 18,767           |

## 駅周辺
駅南側にはイオンモールが管理及び運営するショッピングセンターの「イオン明石ショッピングセンター」（旧・マイカル明石）が広がる。工場跡地を再開発したもので、明石市内外から来る買い物客によって賑わっている。また神戸製鋼不動産カンパニーによって大規模分譲集合住宅の「大久保オーズタウン」が建設された。これらの開発で当駅周辺は明石市有数のショッピングゾーンになった。
駅北側には国道2号が通り、道路をはさんで富士通や三菱マテリアル明石製作所などの工場が立ち並ぶ。人口集積によって飲食店や食料品店なども増加しており、かつての田園風景の中に工場が立ち並ぶ片田舎の町の光景が、高層マンションやそれらの周辺で新たに整備された公園なども多数あるニュータウン的な様相へと劇的に変貌をとげた。
駅南側には、先述の「大久保オーズタウン」や、他にも「オーズガーデン」「オーズガーデンイースト」なども出来ている。さらに、イオン明石ショッピングセンターの北側には、大久保駅と直結する商業施設、「VIERA大久保」も完成した。

### 教育機関
高等学校
- 兵庫県立明石城西高等学校（南へ約1.4km）
- 兵庫県立明石北高等学校（北東へ約1.8km）

中学校
- 明石市立大久保中学校（南へ約0.6km）
- 明石市立大久保北中学校（北へ約1.3km）

小学校
- 明石市立大久保小学校（東へ約0.7km）
- 明石市立大久保南小学校（南へ約0.6km）
- 明石市立山手小学校（北へ約1.0km）

## バス路線
特に注意書きのないものを除き全て神姫バスである。

### 北口
- 1番乗り場
  - 2系統・45系統：天郷
  - 3系統：石ヶ谷墓園北
  - 6系統：明石中央体育会館 / 明石クリーンセンター
  - 47系統：高丘4丁目西（止）
  - 49系統：高丘循環
- 2番乗り場
  - 1系統：土山駅・明石駅（一部便停車）
  - 2・3系統：明石駅
  - 19系統：山手台
  - 直通：ナブテスコ西神工場（2023/4/3～平日のみ）
- 3番乗り場
  - 12系統：福里（止）・上岩岡・西神中央駅
- 国道大久保（南側）
  - 1系統：土山駅
- 国道大久保（北側）
  - 1系統：明石駅

### 南口
- Tacoバス（運賃：100円均一〔子供50円均一〕）
  - 3番 松蔭ルート：大久保町公民館前方面（明正キャブ）
  - 4番 大久保南ルート：明石医療センター方面（明正キャブ）
  - 5番 谷八木ルート・6番 江井ヶ島ルート：家ノ北方面

## 今後の予定
当駅 - 魚住駅間の田んぼに、新幹線の車両基地を20線程度併設する形で在来線用の留置線10線と新駅を整備する計画がある。

## 隣の駅
西日本旅客鉄道（JR西日本）
 JR神戸線（山陽本線）
- 特急「らくラクはりま」停車駅

■新快速
通過　※ダイヤが乱れた場合、当駅止まりになる場合がある。
■普通（西明石駅から快速になる列車を含む） 
西明石駅 (JR-A74) - 大久保駅 (JR-A75) - 魚住駅 (JR-A76)